# Supermium
Supermium 是由 Shane Fournier 開發的自由及開放原始碼網頁瀏覽器。它是 Chromium 的一個分支，其主要特點是支援已不再受 Chromium 支援的舊版 Microsoft Windows，包括所有 Windows 10 之前的版本，最早可支援 Windows XP。
Supermium 還具備 Chromium 不支援的其他功能，例如 Google Chrome Sync 服務。開發者計劃在未來版本中引入 Windows 2000 支援、用於 D3D9 渲染的 WebGPU，以及對 Manifest v2 擴展的支援。
Supermium 提供 32 位元和 64 位元可執行檔。它的版本號與 Chromium 保持同步。

## 歷史
Supermium 於 2023 年 5 月首次發布，旨在取代開發者先前讓現代版 Google Chrome 相容於 Windows Vista 的方法。最初的努力包括一組經過修改的系統二進位文件（封裝於名為 Extended Kernel的可安裝套件），該套件新增了一些系統功能，使瀏覽器能夠與 Vista 相容。然而，當 Google 在 2023 年 2 月推出 Chrome 110 版，正式終止對 Windows 10 之前版本的支援時，這種方法達到了局限。因此，以 Vista 為中心的初衷已不足夠，最終促成了 Supermium 專案的誕生。
最初，Supermium 前幾個版本的目標是恢復對 Windows 7、8 和 8.1 的支援，並隨著專案的穩定，逐步向更舊的 Windows 版本擴展支援，依照版本新舊順序遞減地進行。
首個線上發布的版本為 115.0.5744.0（基於 Chromium 115），其主要作為未來版本的概念驗證，用以展示該專案的可行性。此初始版本的瀏覽器可在 Windows 8 及更新版本上運作。此外，透過 Extended Kernel，且在關閉沙箱功能的情況下，它也能在 Windows 7 和 Windows Vista 上運作。
版本 119 標誌著對 Windows Vista 實現了完整支持，此版本不再需要 Extended Kernel 的輔助。此外，此版本也開始嘗試恢復對 Windows XP 的支持，例如重新實作 GDI 渲染。最終，在版本 121 中，Windows XP 的支援正式被加入。
隨著專案的推進，Supermium 逐步引入了一些獨特功能。在恢復對 Windows XP 的兼容性的同時，版本 121 開始實作一些外觀選項（flags），使得瀏覽器能夠呈現舊版 Chromium 的外觀。其中涵蓋了類似 Chromium 67 先前版本的梯形標籤頁，以及提供讓 UI 元素比例與版本 49 相同的緊湊 UI 選項。這些視覺調整在後續的 122 版本中更進一步，新增了多個選項（flags），以便更精確地重現經典介面風格。
此外，該瀏覽器還包含來自 ungoogled-chromium 專案的多個選項（flags），供關注隱私的使用者使用，以防止與 Google 服務的連線。

## 需求
Supermium 相容於 Windows XP SP1、Windows Server 2003 SP1 及更新版本。它至少需要支援 SSE2 指令集的 32 位元處理器。據報導，它甚至可以在舊至奔騰4的處理器上運行。

## 正面評價
在一篇正面評論中，Softpedia 的 Roberto Samir 寫道：「對於那些對當今作業系統貧瘠且極簡的設計感到厭倦之人而言，懷舊的力量甚是強大。在網頁瀏覽成為日常一部分之際，Supermium 能夠讓人更輕鬆地短暫回歸過去。」